# Naserystowska Unionistyczna Organizacja Ludowa
Naserystowska Unionistyczna Organizacja Ludowa (arabski التظيم الوحدوي الشعبي الناصري, al-Tantheem al-Wahdawi al-Sha'bi al-Nasseri) – jemeńska lewicowa partia polityczna.
Partia została założona w Ta’izz 25 grudnia 1965 roku.
Partia została zalegalizowana w 1989 roku.
W wyborach parlamentarnych 27 kwietnia 2003, partia zdobyła 1,85% poparcia i 3 na 301 mandatów.
Partia publikuje periodyk al-Wahdawi.